# Spassk-Riazanski
Spassk-Riazanski (en russe : Спасск-Рязанский) est une ville de l'oblast de Riazan, en Russie, et le centre administratif du raïon de Spassk. Sa population s'élève à 7 229 habitants en 2013.

## Géographie
Spassk-Riazanski est arrosée par l'Oka et se trouve à 49 km au sud-est de Riazan et à 233 km au sud-est de Moscou.

## Histoire
Spassk-Riazanski est mentionnée pour la première fois en 1629 comme la sloboda Vaskina Poliana. En 1778, la sloboda est renommée Spassk et obtient le statut de ville. En 1929, la ville est renommée Spassk-Riazanski.

## Population
Recensements (*) ou estimations de la population
| 1856  | 1897* | 1913  | 1931  | 1959* | 1970* |
| ----- | ----- | ----- | ----- | ----- | ----- |
| 4 700 | 4 759 | 6 400 | 6 600 | 7 171 | 8 434 |

| 1979* | 1989* | 2002* | 2010* | 2012  | 2013  |
| ----- | ----- | ----- | ----- | ----- | ----- |
| 9 240 | 9 835 | 8 858 | 7 745 | 7 487 | 7 229 |